# 德國國防軍陸軍第361步兵師
德國國防軍陸軍第361步兵師（德語：361. Infanterie-Division）是納粹德國國防軍陸軍的一個步兵師。該師於1943年11月組建。
該師組建後，於1944年3月調往東線，此後一直在當地作戰。
該師於1944年7月被殲，同年8月重建，並改編為第361國民擲彈兵師（德語：361. Volksgrenadier-Division）。該師改編後，調至西線作戰。該師於1945年3月解散，殘部歸入其他部隊。
1945年4月，該師再次重建，重建後繼續在西線作戰。
該師最後於1945年5月向盟軍投降。

## 註腳
1. ↑  Mitcham（2007年）